# Томас, Кларенс
Кларенс Томас (р. 23 июня 1948, Пин-Пойнт, Джорджия) — американский юрист, судья Верховного суда США с 1991 года. Является вторым афроамериканцем в Верховном суде. Считается самым консервативным судьей Верховного суда США за последние десятилетия.
Поскольку его отец рано бросил семью, был воспитан матерью и дедом. В молодости участвовал в протестах чернокожих студентов против расовой дискриминации. Окончил Колледж Святого Креста в Вустере и Школу права при Йельском университете.
С 1974 по 1977 год работал в офисе Генерального прокурора штата Миссури, с 1979 по 1981 год был помощником сенатора Джона Денфорта. В 1981 году стал помощником министра образования США по правам человека, а в 1982 году был назначен президентом председателем Комиссии по вопросам равенства в сфере занятости.
В 1990 году президент Джордж Буш назначил его судьёй Апелляционного суда округа Колумбия. Известен жёсткими взглядами на целый ряд вопросов, в том числе поддерживает применение смертной казни к умственно отсталым, совершившим тяжкие преступления.

## Известные высказывания
- «Я не верю в квоты. Америка была создана на основе философии индивидуальных прав, а не групповых прав».
- «Хорошие манеры открывают двери, которые не может открыть даже лучшее образование».
- «Я вырос в страхе перед линчующей толпой Ку Клукс Клана. Став взрослым, я начал сомневаться стоило ли мне их так бояться, потому что всю жизнь меня преследовали не расисты в белых балахонах, а левые фанатики, одетые в собственное ханжество».
- «Давно прошло то время, когда мы боролись против стереотипов, что мы все одинаковые и думаем одинаково. Каким-то образом мы пришли к тому, что начали превозносить стереотипы о чернокожих и утверждать, что конформизм это хорошо. И тем не менее, я отстаиваю своё право думать самостоятельно и отказываюсь принимать навязываемые мне идеи, как будто бы я являюсь интеллектуальным рабом, потому что я чёрный».
- «Те люди, у которых есть быстрые ответы на все вопросы, не несут ответственности за принятые ими решения».
- «Я не думаю, что правительство должно указывать людям, как им жить. Вы можете прислушиваться к мнению своего духовника, вы можете следовать своей религии или своему внутреннему моральному кодексу, но я не думаю, что в этом есть какая-либо роль для правительства».
- «Я считаю, что существует моральная и конституционная эквивалентность между законами, которые созданы для порабощения какой-либо расы и законами, которые предоставляют привилегии на основании расовой принадлежности, чтобы укрепить современное понятие равенства… По моему мнению, принятые правительством законы о расовой дискриминации, основанные на доброжелательных расовых предрассудках столь же вредны, как законы, принятые на основе негативных расовых предрассудков».
- «Работа судьи в том, чтобы сказать о том, что говорит закон, а не о том, чтобы ему хотелось, чтобы этот закон сказал. Есть разница между работой судьи и работой политика. Судейская работа требует определённой беспристрастности».
- «Расовые различия, половые различия, кто-то не так на тебя посмотрел, кто-то что-то сказал. Все вдруг стали такими чувствительными. Знаете, если бы я был такой чувствительный в 60-е, я до сих пор бы торчал в Джорджии».
- «Никогда не скрывайте свою веру или свои убеждения. Это особенно важно в современном мире, который, кажется, сошел с ума со своей политической корректностью».
- «Я человек другого времени. Сегодня мы слишком много фокусируемся на наших правах и на том, что нам что-то должны, и не часто сегодня услышишь о наших обязанностях и нашем долге, как граждан этой страны».
- «В наше время повышенного риска для сохранения наших свобод, который исходит от нынешней формы нашего правительства, я думаю все более и более важным является для граждан быть ответственными и выполнять свои обязанности, как граждане этой страны. Но к сожалению, сегодня для продвижения и успеха кажется больше значат ваши обиды, чем ваше личное поведение».
- «Сегодня мы почти не слышим о нашей личной ответственности при обсуждении наших свобод».
- «Если бы я был чёрным либералом, у меня не было бы проблем. Но я им не стал, потому что я привык думать самостоятельно. Я хочу принимать свои собственные решения».
- «Решение суда противоречит не только Конституции, но и принципам на которых построена наша нация. С 1787 года свобода понималась как свобода от правительственного вмешательства, а не как право на социальные пособия».
- «Вы хотите поговорить о меньшинствах? Я чёрный католик из Джорджии — вот это настоящее меньшинство».

## Обвинения в сексуальных домогательствах
11 октября 1991 года на телеслушаниях Анита Хилл заявила, что Томас подвергал её сексуальным домогательствам, когда был её руководителем в Министерстве образования и в Комиссии США по равным возможностям трудоустройства (EEOC).
В 2016 году на тему этого политического скандала был снят фильм «Слушание» (Confirmation).